# Межозёрная улица (Парголово)
Межозёрная у́лица — расположена в Выборгском районе Санкт-Петербурга, муниципальном образовании Парголово, историческом районе Осиновая Роща.

## Расположение
Соединяет Выборгское (41А-180) и Приозерское шоссе (А129) в обход Малого (местное название — Банного) озера. Одна из старейших улиц Осиновой Рощи. В настоящее время жилых домов по этой улице нет, сама она располагается в пределах парка «Осиновая Роща» .

## Достопримечательности
По этой улице числится конно-спортивный клуб «Осиновая Роща» (на большинстве онлайн карт и справочников размещение этого клуба показывается неправильно — на Межозёрной улице в Шувалово). Под № 4 по этой улице числится бывшая дача Ленинградского обкома КПСС, известная как «дача Романова». После 1991 г. эта дача неоднократно меняла хозяев, сейчас принадлежит Центральному банку Российской Федерации.
По Межозёрной улице числится несколько объектов культурного наследия регионального значения, относящихся к усадьбе Вяземских (водонапорная башня, каретный сарай, конюшенный корпус)

## Транспорт
Проезд автотранспорта по ней официально запрещён, поскольку улица не соответствует требованиям к автомобильным дорогам. Въезды со стороны обоих шоссе, Выборгского и Приозерского, загорожены и снабжены запрещающими знаками .

## Фотографии

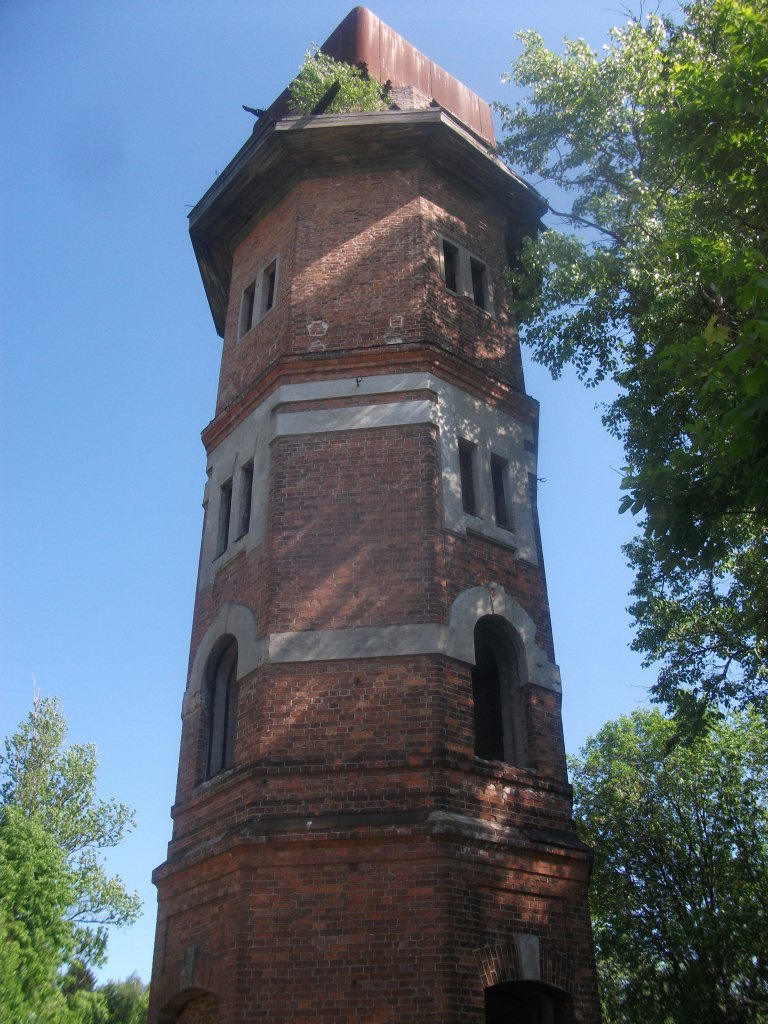
Водонапорная башня на Межозёрной улице, один из объектов культурного наследия Санкт-Петербурга
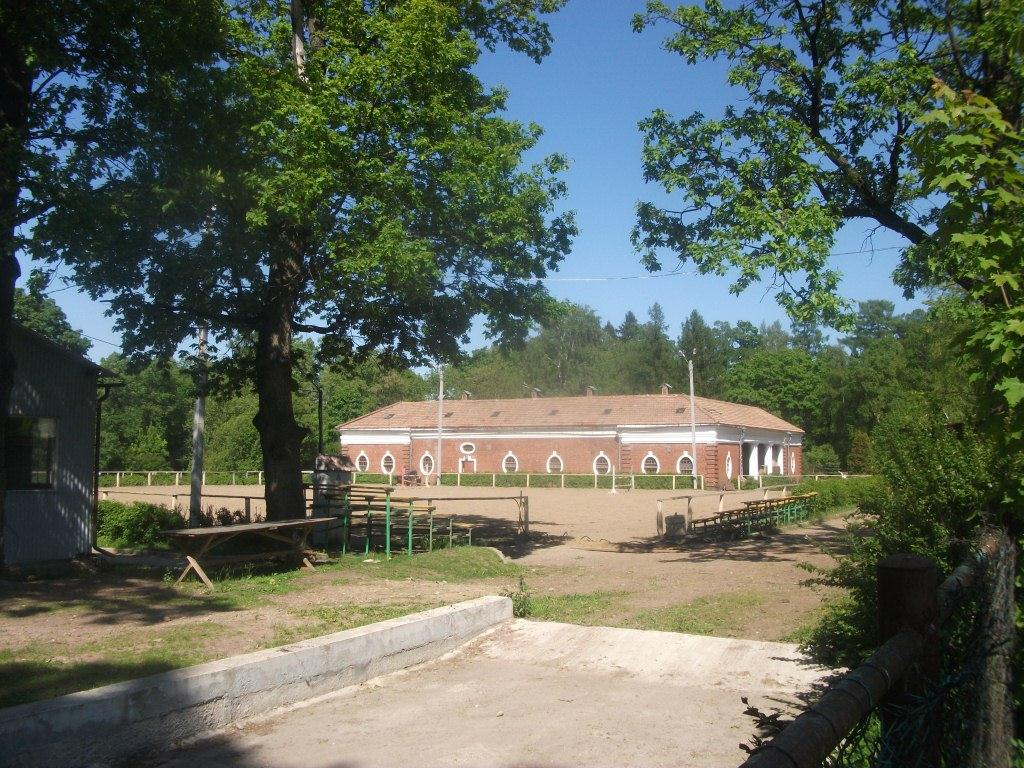
Конно-спортивный клуб "Осиновая Роща"